# District de Hunei
Ne doit pas être confondu avec District de Neihu.
Le district de Hunei (chinois traditionnel : 湖內區; ; pinyin : Húnèi Qū ; Wade : Hu-nei Chü) est l'un des douze districts de Kaohsiung. Hunei signifie "dans le lac". 
Il situé au nord-ouest de la ville de Kaohsiung, à Taïwan, de l'autre côté de la rivière Erren au nord, face au district de Nan et au district de Rende de la ville de Tainan, adjacent au district de Chia à l'ouest et à proximité du district de Lujhu à l'est et au sud. En raison de sa proximité avec la ville de Tainan, ce district est une ville satellite de la zone métropolitaine de Tainan et un membre du district de Dagangshan de la ville de Kaohsiung.

## Histoire
Avant 1920, il appartenait au district de Ooko(大湖) et au district intérieur de Weizainei(圍仔內), après la restructuration locale en 1920, le village a été changé en village Ruchu(路竹庄). Lorsque les autres ont été fusionnés en un seul village, Ooko et Weizainei étaient au point mort, ils ont donc chacun pris un mot appelé village Konai(湖內庄), qui appartient au comté d'Okayama(岡山郡), préfecture de Takao(高雄州).

## Éducation
- Université de design Tung Fang
- École secondaire de Hunei de Kaohsiung
- École primaire nationale de Sanhou du district de Hunei de Kaohsiung
- École primaire nationale de Dahu du district de Hunei de Kaohsiung
- École primaire nationale de Mingzong du district de Hunei de Kaohsiung
- École primaire nationale de Wenxian du district de Hunei de Kaohsiung
- École primaire nationale de Haipu du district de Hunei de Kaohsiung

## Attractions touristiques

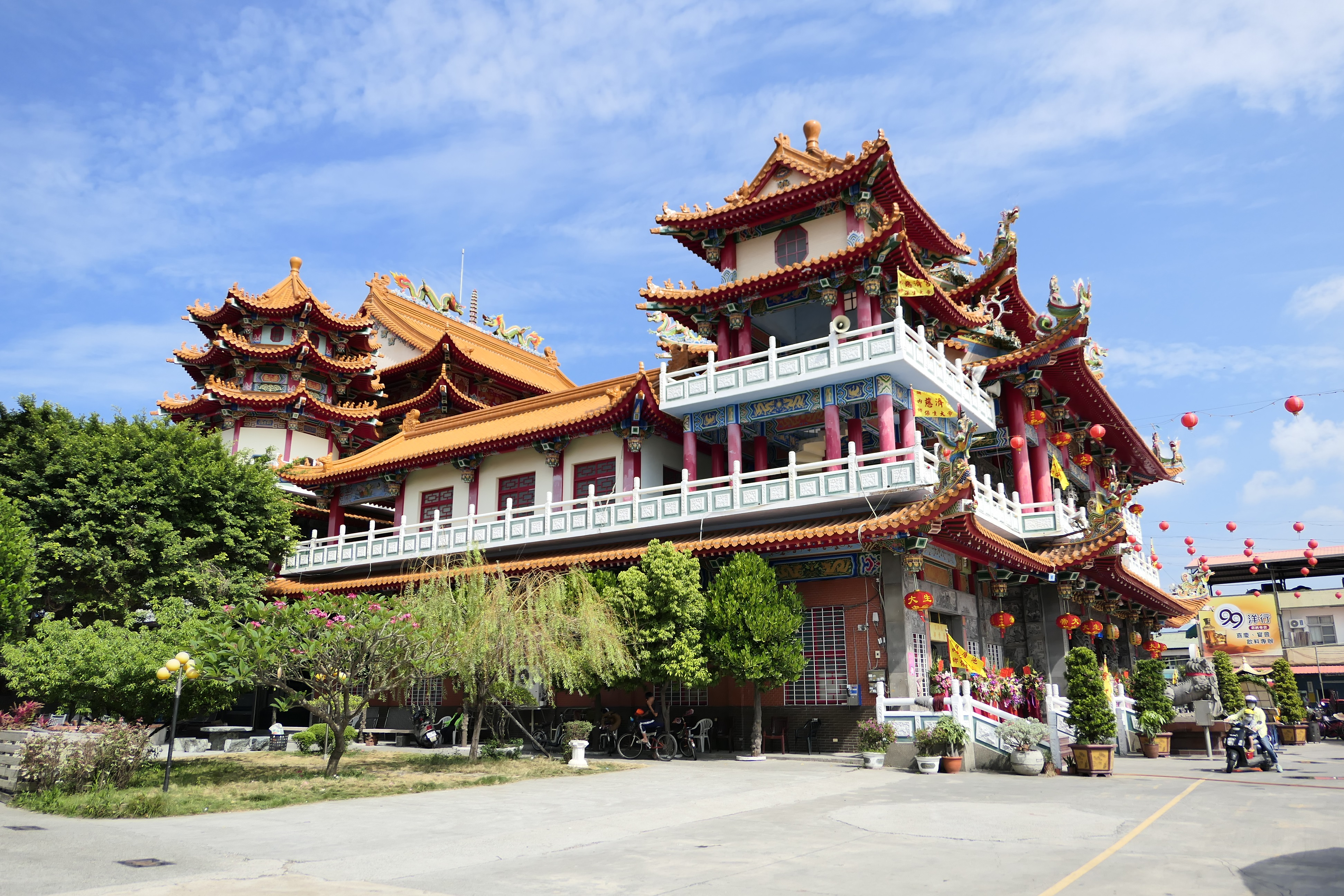
Le Temple Ciji de Yuemeichi.

- Mausolée du Seigneur Ningjing, Dynastie Ming
- Temple Ciji de Yuemeichi

## Transports
Le district est desservi par la ligne rouge du Métro de Kaohsiung. Les stations de Hunei sont Dahu Station.